# Jan Stroosma
Jan Stroosma (Leeuwarden, 16 november 1928 - aldaar, 1983) was een Fries graficus, beeldhouwer, fotograaf en kunstschilder.

## Leven
Jan Stroosma woonde en werkte tot 1956 in zijn geboortestad, waar hij in het begin van de jaren 50 zijn eerste atelier betrok op het adres Zuidvliet 261. Van 1957 tot 1961 verbleef hij in Amsterdam waar hij studeerde aan de Rijksakademie van beeldende kunsten. Daar kreeg hij les van o.a. Gé Röling en Jan Wiegers. Daarna woonde en werkte hij in Leeuwarden, waar hij in 1962 een atelier betrok aan de Kruisstraat 25, dat hij tot aan zijn plotselinge dood in 1983 gebruikt heeft.

## Werk
Om in zijn levensonderhoud te voorzien, gaf Stroosma les aan de kunstacademies Academie Vredeman de Vries in Leeuwarden, aan de AKI in Enschede en later ook aan Academie Minerva te Groningen. Hiermee kocht hij, zoals hij zelf zei, een deel van zijn vrijheid.
Stoorsma was in zijn werk vooral gericht op abstracties, landschappen en stadsgezichten. Als graficus ontwierp hij ook postzegels, zo droeg hij bij aan het ontwerp van de zomerpostzegels uit 1964.
In 1993 werd er een speciale expositie, in Leeuwarden, gehouden met als thema Jan Stroosma als schilder volgens de recensent van de Leeuwarder Courant stond schilderen bij Stroosma niet op de eerste plaats. Het werk blijft wat zwaar ten opzichte van zijn grafische werk dat meer spankracht bezit, toch tonen de schilderijen ook een interessante kant van Stroosma.
In de jaren voor zijn plotselinge dood hield Stroosma zich bezig met het de perspectiefstudies van Vredeman de Vries (1527-1607), aangezien deze nooit eerder in werkelijkheid waren uitgevoerd. Stroosma maakte divers modellen (maquettes) op schaal die postuum werden tentoongesteld bij Galerie van Hulsen.

## Musea
Het Fries Scheepvaart Museum bezit twee etsen en een houtskooltekening van Skûtsjes van Jan Stroosma.